# Ergänzungs-Jagdgruppe Ost
Ergänzungs-Jagdgruppe Ost (EJGr Ost) (Grupo de Caça Suplementar Este), ou Jagdgruppe Ost, foi uma escola de pilotagem de caças durante da Luftwaffe, na Alemanha Nazi. Formada no dia 27 de Janeiro de 1942 em Cracóvia, ou re-nomeada Jagdgruppe Ost (JGr Ost) no dia 25 de Novembro de 1942. A missão da escola consistia em providenciar instrução especializada nos novos pilotos de caças destinados à Frente Oriental. O treino era dado por pilotos experientes que rodavam entrando e saindo da unidade. Pelo comando da unidade passaram militares como Hubertus von Bonin, Hermann Graf e Viktor Bauer.